# Lijst van voetbalinterlands Costa Rica - Japan
Deze lijst van voetbalinterlands is een overzicht van alle officiële voetbalwedstrijden tussen de nationale teams van Costa Rica en Japan. De landen speelden tot op heden vijf keer tegen elkaar. De eerste ontmoeting, een vriendschappelijke wedstrijd, werd gespeeld in Kyoto op 6 augustus 1995. Het laatste duel, een groepswedstrijd tijdens het Wereldkampioenschap voetbal 2022, vond plaats op 27 november 2022 in Ar Rayyan (Qatar).

## Wedstrijden
| № | Plaats    | Datum             | Competitie        | Wedstrijd          | Uitslag |
| - | --------- | ----------------- | ----------------- | ------------------ | ------- |
| 1 | Kyoto     | 6 augustus 1995   | Vriendschappelijk | Japan – Costa Rica | 3 – 0   |
| 2 | Yokohama  | 17 april 2002     | Vriendschappelijk | Japan – Costa Rica | 1 – 1   |
| 3 | Tampa     | 2 juni 2014       | Vriendschappelijk | Costa Rica − Japan | 1 − 3   |
| 4 | Suita     | 11 september 2018 | Vriendschappelijk | Japan − Costa Rica | 3 − 0   |
| 5 | Ar Rayyan | 27 november 2022  | WK 2022           | Japan – Costa Rica | 0 − 1   |

## Samenvatting
| Competitie        | Totaal gespeeld | Winst Costa Rica | Gelijk | Winst Japan | Doelsaldo Costa Rica – Japan |
| ----------------- | --------------- | ---------------- | ------ | ----------- | ---------------------------- |
| WK-eindronde      | 1               | 1                | 0      | 0           | 1 − 0                        |
| Vriendschappelijk | 4               | 0                | 1      | 3           | 2 − 10                       |
| Totaal            | 5               | 1                | 1      | 3           | 3 − 10                       |

Wedstrijden bepaald door strafschoppen worden, in lijn met de FIFA, als een gelijkspel gerekend.

## Details

### Eerste ontmoeting
| Vriendschappelijk (Kyoto, Japan, 6 augustus 1995): |              | |
| Japan | 3 – 0        | Costa Rica |
| Hiroshi Nanami 44' Masahiro Fukuda 65' Tsuyoshi Kitazawa 74' | goals        | |
| Shu Kamo | bondscoach   | Toribio Rojas |
| Nobuyuki Kojima Kentaro Hayashi Tetsuji Hashiratani Masami Ihara Hiroshige Yanagimoto 82' Motohiro Yamaguchi Naoki Soma Hiroaki Morishima 76' Hiroshi Nanami 63' Hisashi Kurosaki 46' Kazuyoshi Miura 68' | opstellingen | Erick Lonnis 46' Alexánder Madrigal Mauricio Montero Rónald González 46' Luis Arnáez Mauricio Solís 46' Benjamín Mayorga Edgar Navarrete 61' Wílmer Arguedas 70' Michael Myers Roy Myers |
| Masahiro Fukuda 46' Tsuyoshi Kitazawa 63' Koji Noguchi 68' Toshiya Fujita 76' Akira Narahashi 82' | wissels      | 46' Wílmer López 46' Carlos Ulate 46' Óscar Ramírez 61' Géiner Segura 70' Fárlem Ilama                                                                                                   |

### Tweede ontmoeting
| Vriendschappelijk (Yokohama, Japan, 17 april 2002): |              | |
| Japan | 1 – 1        | Costa Rica |
| Tomokazu Myojin 81' | goals        | 77' Winston Parks |
| Philippe Troussier | bondscoach   | Alexander Guimarães |
| Seigo Narazaki Naoki Matsuda Tsuneyasu Miyamoto Koji Nakata Yasuhiro Hato 46' Takashi Fukunishi Junichi Inamoto 75' Shunsuke Nakamura 77' Hiroaki Morishima 46' Akinori Nishizawa Takayuki Suzuki 69' | opstellingen | Erick Lonnis Mauricio Wright 46' Luis Marín 76' Hárold Wallace Gilberto Martínez 67' Wílmer López Mauricio Solís 76' Wálter Centeno Juan José Rodríguez 85' Rónald Gómez 67' Rolando Fonseca |
| Daisuke Ichikawa 46' Alessandro Santos 46' Tatsuhiko Kubo 69' Tomokazu Myojin 75' Mitsuo Ogasawara 77'                                                                                                | wissels      | 46' Alexánder Madrigal 67' Oscar Rojas 67' Winston Parks 76' Daniel Vallejos 76' Max Sánchez 85' Steven Bryce                                                                                |
| | gele kaarten | 36' Wálter Centeno 55' Hárold Wallace |

### Derde ontmoeting
| Vriendschappelijk (Tampa, Verenigde Staten, 2 juni 2014): |              | |
| Costa Rica | 1 – 3        | Japan |
| Bryan Ruiz 31' | goals        | 60' Yasuhito Endō 80' Shinji Kagawa 90' Yoichiro Kakitani |
| Jorge Luis Pinto | bondscoach   | Alberto Zaccheroni |
| Keylor Navas Roy Miller Giancarlo González Cristian Gamboa Júnior Díaz Michael Umaña Celso Borges Christian Bolaños 65' Yeltsin Tejeda 77' Joel Campbell 85' Bryan Ruiz | opstellingen | Eiji Kawashima Masato Morishiga Maya Yoshida 71' Atsuto Uchida 61' Yasuyuki Konno Shinji Kagawa Keisuke Honda 46' Toshihiro Aoyama Hotaru Yamaguchi 46' Yoshito Okubo 75' Yuya Osako |
| Marco Ureña 65' José Cubero 77' Randall Brenes 85' | wissels      | 46' Yasuhito Endō 46' Shinji Okazaki 61' Yuto Nagatomo 71' Hiroki Sakai 75' Yoichiro Kakitani                                                                                        |
| Giancarlo González 63' | gele kaarten | 7' Yuya Osako 39' Yasuyuki Konno |

FEDEFUTBOL · A-internationals · Selecties · Bondscoaches · Costa Ricaans vrouwenelftal · Costa Rica U21 · Costa Rica U20 · Costa Rica U19 · Costa Rica U18 · Costa Rica U17
1920 – 1949 ·
1950 – 1969 ·
1970 – 1979 ·
1980 – 1989 ·
1990 – 1999 ·
2000 – 2009 ·
2010 – 2019 ·
2020 − 2029
Copa América 1997 · 
Copa América 2001 · 
Copa América 2004 · 
Copa América 2011 · 
Copa América 2016
WK 1990 · 
WK 2002 · 
WK 2006 · 
WK 2014 · 
WK 2018
OS 1980 · 
OS 1984 · 
OS 2004
1921 · 
1922–1929 · 
1930 · 
1931–1934 · 
1935 · 
1936–1937 · 
1938 · 
1939 · 
1940 · 
1941 · 
1942 · 
1943 · 
1944–1945 · 
1946 · 
1947 · 
1948 · 
1949 · 
1950 · 
1951 · 
1952 · 
1953 · 
1954 · 
1955 · 
1956 · 
1957 · 
1958 · 
1959 · 
1960 · 
1961 · 
1962 · 
1963 · 
1964 · 
1965 · 
1966 · 
1967 · 
1968 · 
1969 · 
1970 · 
1971 · 
1972 · 
1973 · 
1974–1975 · 
1976 · 
1977–1978 · 
1979 · 
1980 · 
1981–1982 · 
1983 · 
1984 · 
1985 · 
1986 · 
1987 · 
1988 · 
1989 · 
1990 · 
1991 · 
1992 · 
1993 · 
1994 · 
1995 · 
1996 · 
1997 · 
1998 · 
1999 · 
2000 · 
2001 · 
2002 · 
2003 · 
2004 · 
2005 · 
2006 · 
2007 · 
2008 · 
2009 · 
2010 · 
2011 · 
2012 · 
2013 · 
2014 · 
2015 · 
2016 · 
2017 ·
2018 ·
2019 ·
2020 ·
2021 ·
2022 ·
2023 ·
2024
Argentinië ·
Aruba ·
Australië ·
Barbados ·
België ·
Belize ·
Bermuda ·
Bolivia ·
Bosnië en Herzegovina ·
Brazilië ·
Canada ·
Chili ·
China ·
Colombia ·
Cuba ·
Curaçao ·
Dominicaanse Republiek ·
Duitsland ·
Ecuador ·
El Salvador ·
Engeland ·
Finland ·
Frankrijk ·
Grenada ·
Griekenland ·
Guatemala ·
Guyana ·
Haïti ·
Honduras ·
Hongarije ·
Ierland ·
Iran ·
Italië ·
Jamaica ·
Japan ·
Joegoslavië ·
Kameroen ·
Marokko ·
Mexico ·
Nederland ·
Nederlandse Antillen ·
Nicaragua ·
Nieuw-Zeeland ·
Nigeria ·
Noord-Ierland ·
Noorwegen ·
Oekraïne ·
Oezbekistan ·
Oman ·
Oostenrijk ·
Panama ·
Paraguay ·
Peru ·
Polen ·
Puerto Rico ·
Qatar ·
Rusland ·
Saint Kitts en Nevis ·
Saint Vincent en de Grenadines ·
Saoedi-Arabië ·
Schotland ·
Servië ·
Slowakije ·
Sovjet-Unie ·
Spanje ·
Suriname ·
Trinidad en Tobago ·
Tsjechië ·
Tsjecho-Slowakije ·
Tunesië ·
Turkije ·
Uruguay ·
Venezuela ·
Verenigde Arabische Emiraten ·
Verenigde Staten ·
Wales ·
Zuid-Afrika ·
Zuid-Korea ·
Zweden ·
Zwitserland
Brazilië (2018) ·
China (2002) · 
Duitsland (2006) · 
Ecuador (2006) · 
Engeland (2014) · 
Griekenland (2014) · 
Italië (2014) ·
Nederland (2014) · 
Polen (2006) · 
Servië (2018) ·
Spanje (2022) ·
Turkije (2002) · 
Uruguay (2014) ·
Zwitserland (2018)
JFA · A-Internationals · Selecties · Bondscoaches · Statistieken · Olympisch elftal · Japans vrouwenelftal · Japan U21 · Japan U20 · Japan U19 · Japan U18 · Japan U17
1910 – 1949 · 
1950 – 1959 · 
1960 – 1969 · 
1970 – 1979 · 
1980 – 1989 · 
1990 – 1999 · 
2000 – 2009 · 
2010 – 2019 · 
2020 – 2029
CC 1995 · 
CC 2001 · 
CC 2003 · 
CC 2005
WK 1998 · 
WK 2002 · 
WK 2006 · 
WK 2010 · 
WK 2014 · 
WK 2018
OS 1936 · 
OS 1956 ·
OS 1964 · 
OS 1968 · 
OS 1996 ·
OS 2000 ·
OS 2004 ·
OS 2008 ·
OS 2012 ·
OS 2016 ·
OS 2020
1917 · 
1918 · 1919 · 
1921 · 
1922 · 
1923 · 
1924 · 
1925 · 
1926 · 
1927 · 
1928 · 1929 · 
1930 · 
1931 · 1932 · 1933 · 
1934 · 
1935 · 
1936 · 
1937 · 1938 · 
1939 · 
1940 · 
1941 · 
1942 · 
1943 – 1950 · 
1951 · 
1952 · 1953 · 
1954 · 
1955 · 
1956 · 
1957 · 
1958 · 
1959 · 
1960 · 
1961 · 
1962 · 
1963 · 
1964 · 
1965 · 
1966 · 
1967 · 
1968 · 
1969 · 
1970 · 
1971 · 
1972 · 
1973 · 
1974 · 
1975 · 
1976 · 
1977 · 
1978 · 
1979 · 
1980 · 
1981 · 
1982 · 
1983 · 
1984 · 
1985 · 
1986 · 
1987 · 
1988 · 
1989 · 
1990 · 
1991 · 
1992 · 
1993 · 
1994 · 
1995 · 
1996 · 
1997 · 
1998 · 
1999 · 
2000 · 
2001 · 
2002 · 
2003 · 
2004 · 
2005 · 
2006 · 
2007 · 
2008 · 
2009 · 
2010 · 
2011 · 
2012 · 
2013 · 
2014 · 
2015 ·
2016 ·
2017 ·
2018 ·
2019 ·
2020 ·
2021 ·
2022
Afghanistan ·
Angola ·
Argentinië ·
Australië ·
Azerbeidzjan · 
Bahrein ·
Bangladesh ·
België ·
Bolivia ·
Bosnië en Herzegovina ·
Brazilië ·
Brunei ·
Bulgarije ·
Cambodja ·
Canada ·
Chili ·
China ·
Colombia ·
Costa Rica ·
Cyprus ·
Denemarken ·
Duitsland ·
Ecuador ·
Egypte ·
El Salvador ·
Engeland ·
Filipijnen ·
Finland ·
Frankrijk ·
Ghana ·
Griekenland ·
Guatemala ·
Haïti ·
Honduras ·
Hongarije ·
Hongkong ·
IJsland ·
India ·
Indonesië ·
Irak ·
Iran ·
Israël ·
Italië ·
Ivoorkust ·
Jamaica ·
Jemen ·
Joegoslavië ·
Jordanië ·
Kameroen ·
Kazachstan ·
Kirgizië ·
Koeweit ·
Kroatië ·
Letland ·
Luxemburg ·
Macau ·
Maleisië ·
Mali ·
Malta ·
Mexico ·
Mongolië ·
Montenegro ·
Myanmar ·
Nederland ·
Nepal ·
Nieuw-Zeeland ·
Nigeria ·
Noord-Korea ·
Noorwegen ·
Oekraïne ·
Oezbekistan ·
Oman ·
Oostenrijk ·
Pakistan ·
Palestina ·
Panama ·
Paraguay ·
Peru ·
Polen ·
Qatar ·
Roemenië ·
Rusland ·
Saoedi-Arabië ·
Schotland ·
Senegal ·
Servië ·
Servië en Montenegro ·
Singapore ·
Slowakije ·
Sovjet-Unie ·
Spanje ·
Sri Lanka ·
Syrië ·
Tadzjikistan ·
Taiwan ·
Thailand ·
Togo ·
Trinidad en Tobago ·
Tsjechië ·
Tunesië ·
Turkije ·
Turkmenistan ·
Uruguay ·
Venezuela ·
Verenigde Arabische Emiraten ·
Verenigde Staten ·
Vietnam ·
Wales ·
Wit-Rusland ·
Zambia ·
Zuid-Afrika ·
Zuid-Jemen ·
Zuid-Korea ·
Zuid-Vietnam ·
Zweden ·
Zwitserland
Australië (2006) · 
Brazilië (2006) · 
België (2018) · 
Colombia (2014) · 
Colombia (2018) ·
Denemarken (2010) ·
Duitsland (2022) · 
Frankrijk (2001) · 
Griekenland (2014) · 
Ivoorkust (2014) · 
Kameroen (2010) · 
Kroatië (2006) · 
Nederland (2010) ·
Polen (2018) ·
Senegal (2018) ·
Spanje (2022)